# دوروثي ليفيت

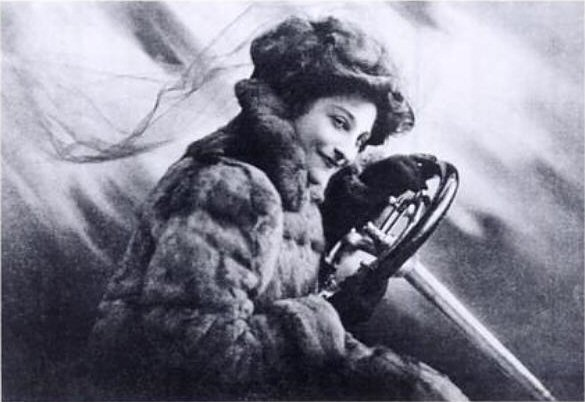
صوره تمثل دوروثي إليزابيث ليفيت

دوروثي إليزابيث ليفيت (ولدت باسم إليزابيث ليفي؛ 5 يناير 1882- 17 مايو، 1922) سائقة سباقات بريطانية وصحفية. كانت أول سائقة سباق بريطانية امرأة، حصلت على أول رقم قياسي لسرعة القيادة في المياه في العالم، وعلى الرقم القياسي للسرعة على الأرض في العالم للسيدات، وهي مؤلفة. كانت من النساء الرائدات في استقلالية النساء وقيادتهن للآليات، وعلمت الملكة ألكساندرا والأميرات الملكيات كيفية القيادة. في عام 1905، حققت رقمًا قياسيًا لأطول قيادة تقوم بها سائقة من السيدات من خلال قيادتها سيارة دو ديون-بوتون من لندن إلى ليفربول والعودة خلال يومين، وحصدت ألقاب في الصحافة كأسرع فتاة على الأرض، والسائقة بطلة العالم.
أوصى كتاب ليفيت الذي حمل عنوان المرأة والسيارة: دليل صغير لجميع النساء اللواتي يقُدن السيارات أو يرغبن بتعلم قيادتها (1909)، بأن النساء «يجب أن يحملن مرآة صغيرة يضعنها في مكان مناسب عند القيادة» كي «يرفعن المرآة عاليًا من وقت لآخر من أجل الرؤية الخلفية أثناء القيادة في حركة السير»، وبالتالي اخترعت مرآة الرؤية الخلفية قبل أن تطرحها الشركات المصنعة في عام 1914. قدمت نصيحة أيضًا للنساء اللواتي يسافرن لوحدهن بأن يحملن مسدسًا؛ كانت توصيتها مسدس آلي، إذ أنه في رأيها، إن عدم قابليته للارتداد جعلته مناسبًا بشكل خاص للنساء.
كانت قضية ليفيت في المحكمة عام 1903 ضد شائق شاحنة تابعة مكتب البريد العام (جي بّي أو) كان قد صدم سيارتها، حدثًا بارزًا آخر، حيث كانت أول قضية قانونية في إنجلترا يفوز بها سائق آلية أوتوماتيكية (ذاتية الدفع).

## خلفية
ولدت ليفيت باسم إليزابيث ليفي، في هاكني بتاريخ 5 يناير، 1882. كانت ابنة جيكوب ليفي، تاجر مجوهرات ثري، وتاجر شاي ووسيط تجاري لشركة كولفيستوون كريسنت، هاكني. ولدت والدة دوروثي باسم جوليا رافاييل في ألدغيت بتاريخ 31 أكتوبر، 1856 (أو ربما 1858) وتزوجت جيكوب ليفي في مارس عام 1877. توفي جيكوب في عام 1934 وجوليا في عام 1942. كان لدى ليفيت أختين هما: ليلي (6 مارس، 1878- 8 أبريل، 1879)؛ وإلسي روبي (1892- 1959 أو 1963).  تم اعتماد اسم ليفيت ليكون كنية العائلة بالتعبير الإنجليزي بحلول عام 1901. كانت عائلتها تنحدر من أصل يهودي سفاردي.
تتوفر معلومات قليلة عن حياة ليفيت باستثناء المؤشرات إلى أنها كانت راكبة خيل ذات خبرة. وصفت البقاء على ظهر حصان راكض أثناء قفزه في سباق للخيول بأنه أسهل من البقاء على مقعد في سيارة يتم قيادتها بسرعة. في عام 1902، كانت موظفة كسكرتيرة في شركة نابير وأولاده في شارع فين، لامبيث، حيث شاركت في البداية بصورة مؤقتة. اشترى مونتاغ نابير شركة نابير للهندسة من منفذي وصية ممتلكات والده. بعد قيامه بأعمال لصالح سيلوين إيدج على سيارة السباق بانهارد وليفاسور، انتقلت شركة نابير إلى تصنيع السيارات في عام 1899. كانت صناعة السيارات البريطانية في بداية تطورها في ذلك الوقت؛ حتى أن اقتراحات سباقات السيارات على الطرق العامة سببت غضبًا لأن اختبارات السرعة وتسلق التلال يجب أن تجرى على أرض خاصة.
ليس واضحًا متى وكيف تقابل ليفيت وإيدج، حيث تم الإبلاغ عن عدة نسخ وفروقات بينها ويبدو فيها أنها وإيدج «يتجهان نحو الدعاية الذاتية». كان إيدج يقود سيارات نابير في سباقات السيارات وقاد واحدة منها إلى الفوز في كأس غوردون بينيت عام 1902، وهو سباق من باريس إلى أستراليا؛ ولاحظ أثناء المنافسة هناك التأثير الذي تمتلكه مشاركة كاميل دو غاست في توجيه انتباه الإعلام إلى سيارات السباق الفرنسية. يقول أحد الاقتراحات أن إيدج كان يبحث عن نسخة إنجليزية من دو غاست بهدف تنمية بيع السيارات البريطانية. يعتقد جان ويليامز، مؤرخ رياضة تاريخي، أن ذلك كان ربما بغرض بدء إستراتيجية مماثلة لتلك التي استخدمتها شركة كوداك للإشارة إلى أن «حتى النساء» قادرات على قيادتها. لاحظ إيدج أن ليفيت، التي كان يصفها الكاتب جان فرانسوا بوزانكيه أنها «سكرتيرة جميلة ذات ساقين طويلتين وعينان مثل بركتي سباحة»، تعمل في مكتب نابير وقام بترقيتها لتصبح مساعدته الخاصة، حيث أنها كانت تفي بجميع معاييره للمرأة المناسبة لجذب دعاية إضافية إلى الشركة.
رسمت التقارير الصحفية لليفيت لاحقًا «تاريخًا رومنسيًا» من خلال الحديث عن أنها عندما كانت في العشرين من عمرها انتقل والداها إلى الريف وحاولا ترتيب زواج لها. هربت بسبب عدم سعادتها باختيارهما للزوج المحتمل. وبينما كان والداها يبحثان عنها بلا جدوى، ازدادت خبرتها مع إيدج الذي نصحها بتطوير مهنة لها.
كان تأثير إيدج عليها كبيرًا بعد أن أدرك شجاعتها، حيث حفزها على تطوير مهنة في قيادة السيارات، ورتب تدريبها في باريس وزودها بالسيارات من أجل الترويج لوكالاته والزوارق البخارية. يفترض أنها كانت عشيقته لفترة من الوقت.

## نسوية رائدة وسائقة سيارات
شهد مطلع القرن العشرين انتقالًا من العصر الفيكتوري العنيف إلى العصر الإدواردي المفعم بالحيوية؛ كانت وسائل النقل في بداية تغيرها وكان هناك فرصة قليلة لسباق سيارات الرجال وبالتالي لم يُسمع تقريبًا عن قيادة النساء. كان لا بد من تعليم ليفيت القيادة وتم توجيه ليزلي كالينغهام، موظف مبيعات شاب يعمل في نابيرز، للقيام بهذه المهمة في أيام إجازته من العمل. لحسن الحظ كانت ليفيت سريعة التعلم إذ كان يكرهها كالينغهام، وشعر بالإهانة لأنه اضطر لتعليم امرأة القيادة. أدخلت السيارات في تجارب رسمية لتجميع معلومات الأداء للمشترين المحتملين؛ كان يسمح فقط لسائق الشركة وموظف مسؤول بالصعود إلى السيارة. كان مطلوبًا من السائق إجراء أي صيانة ضرورية خلال العمليات كي يضمن إيدج أن تكون ليفيت أيضًا بارعة في ميكانيكيات العمل. في مقابلات لاحقة، تحدثت ليفيت كيف أن إيدج بعد أن نصحها أن تدخل في مجال السيارات، رتب لها فترة تدرب في مصنع سيارات فرنسي في باريس، حيث تعلمت جميع جوانب البناء وقيادة السيارات.
بدأت عند عودتها إلى لندن بتعليم النساء كيفية القيادة، وقيل إنها علمت الملكة ألكسندرا، والأميرات الملكيات (لويز وفيكتوريا ومود)، وسيدات أخريات من طبقة النبلاء وسائحات أمريكيات.